# Bulgarische Badmintonmeisterschaft 2017
Die Bulgarische Badmintonmeisterschaft 2017 fand vom 11. bis zum 14. Mai 2017 in Sofia, der Hauptstadt Bulgariens, statt.

## Medaillengewinner
| Disziplin    | Gold                           | Silber                            | Bronze                               |
| ------------ | ------------------------------ | --------------------------------- | ------------------------------------ |
| Herreneinzel | Daniel Nikolov                 | Dimitar Yanakiev                  | Ivan Panev                           |
| Herreneinzel | Daniel Nikolov                 | Dimitar Yanakiev                  | Ivan Rusev                           |
| Dameneinzel  | Linda Zechiri                  | Mariya Mitsova                    | Mila Ivanova                         |
| Dameneinzel  | Linda Zechiri                  | Mariya Mitsova                    | Paola Kirova                         |
| Herrendoppel | Alex Vlaar Philip Shishov      | Daniel Nikolov Ivan Rusev         | Peyo Boichinov Ivan Panev            |
| Herrendoppel | Alex Vlaar Philip Shishov      | Daniel Nikolov Ivan Rusev         | Konstantin Dobrev Yulian Hristov     |
| Damendoppel  | Gabriela Stoeva Stefani Stoeva | Mariya Mitsova Petya NeDeltschewa | Maria Delcheva Mila Ivanova          |
| Damendoppel  | Gabriela Stoeva Stefani Stoeva | Mariya Mitsova Petya NeDeltschewa | Silvana Genkova Dimitria Popstoikova |
| Mixed        | Philip Shishov Stefani Stoeva  | Ivan Panev Gabriela Stoeva        | Yulian Hristov Dimitria Popstoikova  |
| Mixed        | Philip Shishov Stefani Stoeva  | Ivan Panev Gabriela Stoeva        | Stilijan Makarski Diana Makarska     |